# Marschwitz
Marschwitz ist ein Ortsteil der Stadt Leisnig im Landkreis Mittelsachsen. 1946 hatte der Ort 271 Einwohner. 1950 wurde er nach Polditz eingemeindet, 1973 gehörte er zu Polkenberg, 1999 mit diesem nach Bockelwitz, 2012 mit diesem nach Leisnig.

## Geschichte
1308 wird ein Otto de Moraschuwyz bei einer Schenkung an Kloster Sornzig genannt. Ein fraglich befestigter Herrensitz wird bei Baudisch angegeben. 1548 nennt das Amtserbbuch von Colditz zu Marschwitz „9 besessene Mann, darunter 6 Dreschgärtner, die sind alle Siegmund von Arras lehen- und zinsbar.“ Das Obergericht gehörte ins Amt Colditz, das Erbgericht dem Grundherren. Der Ort war stets nach Altleisnig gepfarrt. Einige der Rittergutsbesitzer nennt Kamprad (1753), zum Beispiel Wilhelm Heinrich von Birkholz (1612) und Wolf Dietrich von Birkholz (1645), auch das Album der Rittergüter (1860).